# Кадм (пьеса)
«Кадм» (др.-греч. Κάδμος) — трагедия древнегреческого драматурга Еврипида (V век до н. э.) на сюжет, связанный с беотийскими мифами. Её текст почти полностью утрачен.
Заглавный герой трагедии — мифологический персонаж, основатель и первый царь Фив. Перед основанием города ему пришлось убить священного змея бога войны Ареса. Позже Кадм потерял нескольких детей, в старости оставил Фивы и в Иллирии сам превратился в дракона.